# Guy Denis
Pour les articles homonymes, voir Denis.
Guy Denis est un écrivain belge né à Uccle le 3 mars 1942. Enseignant, animateur culturel, poète, romancier, homme de théâtre, essayiste, il a reçu le prix de littérature de l'Académie luxembourgeoise, en 1977, pour l'ensemble de ses écrits.
Il a également été directeur d'une galerie d'art moderne, La Louve, à Louftémont, aujourd'hui fermée.

## Biographie
Il est l'auteur de Mots Capiches (Ottignies, Nords-Textes, 1976), où il annonce un procédé qu'utilisera à plusieurs reprises Jean-Pierre Verheggen, soit mêler le français au wallon pour faire parler non l'âme, mais le corps du pays. À travers ses innombrables Capiches, Guy Denis a tenté de dire la révolte de l'Ardenne et de la Wallonie par rapport à l'américanisation et au conformisme.[réf. nécessaire]
Grand défenseur de la culture wallonne, il figure parmi les signataires du Manifeste pour la culture wallonne de 1983.
Il a figuré sur les listes du Rassemblement Wallonie-France.

## Publications
Poésie
- Rituels d'ici et d'ailleurs, Paris, Saint-Germain-des-Prés, 1972.
- Les vents gris, Paris, Saint-Germain-des-Prés, 1973.
- Gaïoules, Paris, Saint-Germain-des-Prés, 1974.
- L'amour malade, Paris, Millas-Martin, 1975.
- À mer aveugle, Virton, La Dryade, 1977.
- La Gioconda, Attert, L'Ardoisière, 1983.
- Lettre de Bretagne, Bonnert, L'Ardoisière, 1986.
- Le sourire de Raphaël, poèmes, Amay, Maison de la Poésie, 1995.

Texte
- Mots Capiches, Ottignies, Nords-Textes, 1976.

Romans
- L'homme noir, Bruxelles, De Méyère, 1976.
- Raconte-moi l'Ardenne, Paris-Gembloux, Duculot, 1977.
- Une Ardenne, Bruxelles, P. Legrain, 1978; photos de René Steimes.
- Une phrase pour Orphée, Attert, L'Ardoisière, 1981.
- Les fantastiques et héroïques aventures de Capiche le Niche en Ardenne et autres lieux bouseux, Bruxelles, Paul Legrain, 1982.
- Le morpion, Attert, L'Ardoisière, 1983. Rééd. Bruxelles, Bernard Gilson, 1999, coll. Micro-roman.
- Les rédimés, roman, Bruxelles, Bernard Gilson, 1999.    Contes et nouvelles :
- Les Ombres, L'Harmattan, coll. Ecritures, 2011
- Le Souffle d'Allah, L'Harmattan, coll. Ecritures, 2017.

Théâtre
- Mots Capiches, Aubange, Capiche Arden Théâtre, 1976. Mise en scène de Marcel Penasse.
- Capiche prend le maquis, Virton, La Dryade, 1977; Attert, L'Ardoisière, 1981.
- Capiche au tribunal, Attert, L'Ardoisière, 1979.
- Capiche au pays des Piratomes, Attert, L'Ardoisière, 1982.
- Rêveries d'un coureur solitaire, Bonnert, Ewaré, 1989.
- Vercingétorix, Bonnert, Ewaré, 1989.
- Bethsabée, théâtre, Arlon, Capiche Arden Théâtre, 1993.
- Le retour de Capiche, théâtre, Capiche Arden Théâtre, 1997.
- Capiche et Violette, qui réunit les héros inventés par Guy Denis et Jean-Claude Servais, 2012

Pièces adaptées d'œuvres de l'auteur
- La Gioconda, mise en scène de Jacques Herbet, Cosmoscénium Théâtre d'Arlon, 1984.
- Le morpion, mise en scène de Jacques Herbet, Capiche Arden Théâtre, Marche-en-Famenne, 1984.

Pièces inédites
- Courir c'est la santé, Cosmoscénium, 1981.
- Les Romanichelles, Arlon, 1980.
- Cucuche, Nunuche, Fofolle et Cie, Arlon, 1983.
- La folie de Sophie, Arlon, 1984.
- Tristan mon amour, Arlon, 1985.

Essais
- Félicien Rops le relaps, Bernard Gilson éditeur & Galerie La Louve, Bruxelles, 2001.
- Jean Mergeai, Virton, La Dryade, 1976.
- Ceux d'Ardenne, Ambly, La Fenêtre Ardente, 1976.
- Une terre de poètes, Saint-Hubert, Service du Livre Luxembourgeois, 1975. Mises en images vidéo : JacquesFondaire.
- Hubert Juin ou le roman du vertige, Virton, La Dryade, 1975.
- Hubert Juin, Paris, Éditions Seghers, coll. Poètes d'aujourd'hui, no 238, 1978.
- France-Wallonie, l’impossible mariage ?, essai politique, Bruxelles, Bernard Gilson, 1998.
- La femme en tous ses états, essai esthétique et littéraire, Erezée, Mémory-Press, 1997.
- Surréalisme, essai esthétique et littéraire, Louftémont-Erezée, Le Louve-Mémory-Press, 1998.
- Lambert, mon grand-père, Éditions Weyrich, 2007.
- Wallonie Rapsodie

Audio-visuel
- Choute mu fi, Chansons wallonnes, interprétation de Marcel Penasse, Prix au Grand Prix de la Chanson Wallonne, Chaudfontaine, 1977. (Quarante-cinq tours).
- Capiche le Niche, feuilleton 2e programme RTBF, 1980.
- Capiche, Attert, Capiche Arden Théâtre, 1982.
- L'écrit du coq, film Super 8 de Christian Rau, 1984.
- Guy Denis dit Guy Denis, cassette sonore, Médiar Productions a.s.b.l., Arlon, 1981.
- Marie-Lou et Dédé. Cœurs jeunes, ventres gris, cassette, Atelier Radio, Arlon, Adaptation et mise en ondes Philippe De Bernardi et Paul Mathieu, 1989.
- Trois écrivains d’Ardenne et de Gaume, cassette vidéo, Arlon, Cosmoscénium-films, 1991.